# Arignota clavatrix
Arignota clavatrix är en fjärilsart som beskrevs av Diakonoff 1954. Arignota clavatrix ingår i släktet Arignota och familjen plattmalar. Inga underarter finns listade i Catalogue of Life.